# Hugh Latimer Dryden
Hugh Latimer Dryden (Pocomoke City, 2 de julho de 1898 — Washington, D.C., 2 de dezembro de 1965) foi um engenheiro estadunidense.